# Ulf Sandgren
Ulf Göran Sandgren, född 26 juni 1934 i Ystad, död där 26 mars 1972, var en svensk målare.
Ulf Sandgren var son till tandläkaren Åke Magnus Sandgren och Gertrud Larsson och mellan 1959 och 1966 gift med Una-Lena Pauline Carlström. Efter avlagd studentexamen 1953 utbildade han sig på egen hand till konstnär under studieresor till England, Italien och Paris. Separat ställde han ut på Ystads konstmuseum 1959, Den frie i Köpenhamn 1960 och på ett flertal platser i Skåne. Han medverkade i utställningen Konstnärer på Österlen samt samlingsutställningar arrangerade av Skånes konstförening, Kristianstads konstförening och Hörby konstförening. Hans konst består av interiörer, stilleben och landskap. Sandgren är representerad vid Ystads konstmuseum.  